# Venere di Cirene
La Venere di Cirene è una statua marmorea di epoca romana, risalente al II secolo, copia di una statua ellenistica e ritrovata nel 1913 nei pressi di Cirene. La statua è stata esposta presso il Museo Nazionale Romano nell'aula ottagona delle Terme di Diocleziano a Roma fino al 2002, venendo poi restituita alla Libia nel 2008.
Nel 2015 ne è stata denunciata la scomparsa.

## Storia
Risalente probabilmente al II secolo, si tratterebbe di una copia romana di una statua bronzea di Venere Anadiomene realizzata forse dalla scuola di Prassitele (autore della simile Afrodite cnidia). Come spesso avveniva, per evitare problemi statici dovuti al maggior peso del marmo, nella copia marmorea è stato aggiunto un supporto a fianco, costituito dalla veste ripiegata della dea, da cui esce un delfino guizzante, simbolo dell'elemento marino.

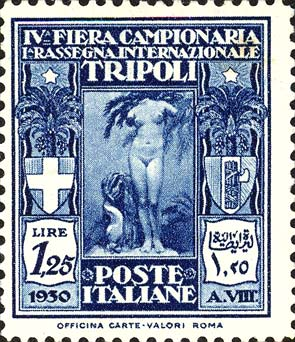
Francobollo di Poste Italiane per la fiera campionaria a Tripoli del 1930.

La statua fu rinvenuta per caso da alcuni soldati italiani della 4ª Divisione speciale "Derna", impegnati nell'invasione della Libia durante la guerra italo-turca, e al comando del generale Alberto Cavaciocchi intorno al Natale del 1913 nelle rovine delle terme di Traiano a Cirene; era sepolta e fu parzialmente portata allo scoperto da una violenta pioggia. Il suo ritrovamento spinse ulteriori scavi nel sito ed è considerato come il punto di partenza degli scavi archeologici di Cirene.
La statua fu trasferita a Bengasi per ordine del comando italiano e fu poi inviata nel 1914 in Italia, dove entrò a far parte della collezione del Museo Nazionale Romano (che allora contava solamente il complesso delle Terme di Diocleziano). Il Ministero delle colonie offrì un premio di 10000 lire a chiunque avesse ritrovato la testa della statua mentre nel 1952 il generale Enrico Frattini, presunto scopritore dell'artefatto, avanzò una richiesta di compenso per il ritrovamento dell'artefatto, respinta l'anno seguente.
Il suo arrivo in Italia destò un discreto scalpore; lo storico dell'arte Angelo Conti descrisse così il ritrovamento della statua in un articolo pubblicato sul Marzocco nel giugno 1914: "La bellissima creatura che i nostri soldati hanno dissepolta presso la fonte di Apollo, nel territorio di Cirene, mi fa ripensare in questa primavera sacra alla dea che rinasce, al meraviglioso gruppo certamente ispirato da una scultura, rappresentante Venere e Marte, nel primo libro del poema di Lucrezio. Quando i nostri soldati videro la mirabile forma, non poterono certamente più pensare alla guerra, e dimenticarono per un istante le battaglie, così come il dio le dimentica, disteso, e col capo sulle ginocchia dell'amata". La statua fu inoltre protagonista di numerosi francobolli, inserti in riviste e dipinti, tra cui Publio Orazio uccide la sorella di Achille Funi. Il trasferimento della statua in Italia, che contravvenne alle normative archeologiche del tempo (sulla scia dei pensieri di Antoine Chrysostome Quatremère de Quincy rispetto alle spoliazioni napoleoniche), non fu esente da critiche.
La prima sistemazione della Venere di Cirene al Museo Nazionale Romano fu nella prima di una serie di nove salette adiacente ad uno dei corridoi del chiostro, denominata ala IV; tale sistemazione era provvisoria e dovuta alla mancanza di spazio, come specificò il direttore del museo Roberto Paribeni, il quale celebrò la statua: "La Venere di Cirene. Un purissimo corpo di giovinetta, null’altro. Mancano la testa, le braccia; ma chi si accorge di tale mancanza? Chi può provar desiderio d’altro dinanzi a questa squisita e perfetta bellezza?". Tale allestimento rimase tuttavia invariato fino a quando negli anni '80, per lasciare spazio a importanti lavori di restauro degli spazi museali, non fu trasferita nel deposito per poi trovare spazio nell'aula ottagona, inaugurata come spazio museale nel 1991.
Nel 2002 la statua fu nuovamente riportata in deposito per essere sottoposta ad un restauro in previsione del suo ritorno in Libia, che ne avrebbe chiesto la restituzione già nel 1989 in occasione di una visita del Ministro degli affari esteri Gianni De Michelis, come prestito a lungo termine su iniziativa del Ministro dei beni e delle attività culturali Giuliano Urbani e del Presidente del Consiglio dei ministri Silvio Berlusconi. In merito al ritorno in Libia della statua l'associazione Italia Nostra presentò un ricorso al tribunale amministrativo regionale del Lazio, che tuttavia si pronunciò a favore della correttezza del procedimento da parte del ministero, correttezza confermata anche dal Consiglio di Stato.
La statua fu riconsegnata a Bengasi il 30 agosto 2008, in concomitanza col 95º anniversario dal suo ritrovamento, e fu accompagnata da Berlusconi che la consegnò a Muʿammar Gheddafi. La scultura fu quindi traslata presso il Museo archeologico di Cirene, dove trovò spazio accanto ad un suo calco in gesso. Durante la prima guerra civile libica del 2011, che portò alla destituzione e uccisione di Gheddafi, la statua fu trasferita insieme ad altri numerosi reperti archeologici presso la Banca commerciale nazionale di Bengasi per preservarla dagli scontri ma da allora è stata dichiarata dispersa.

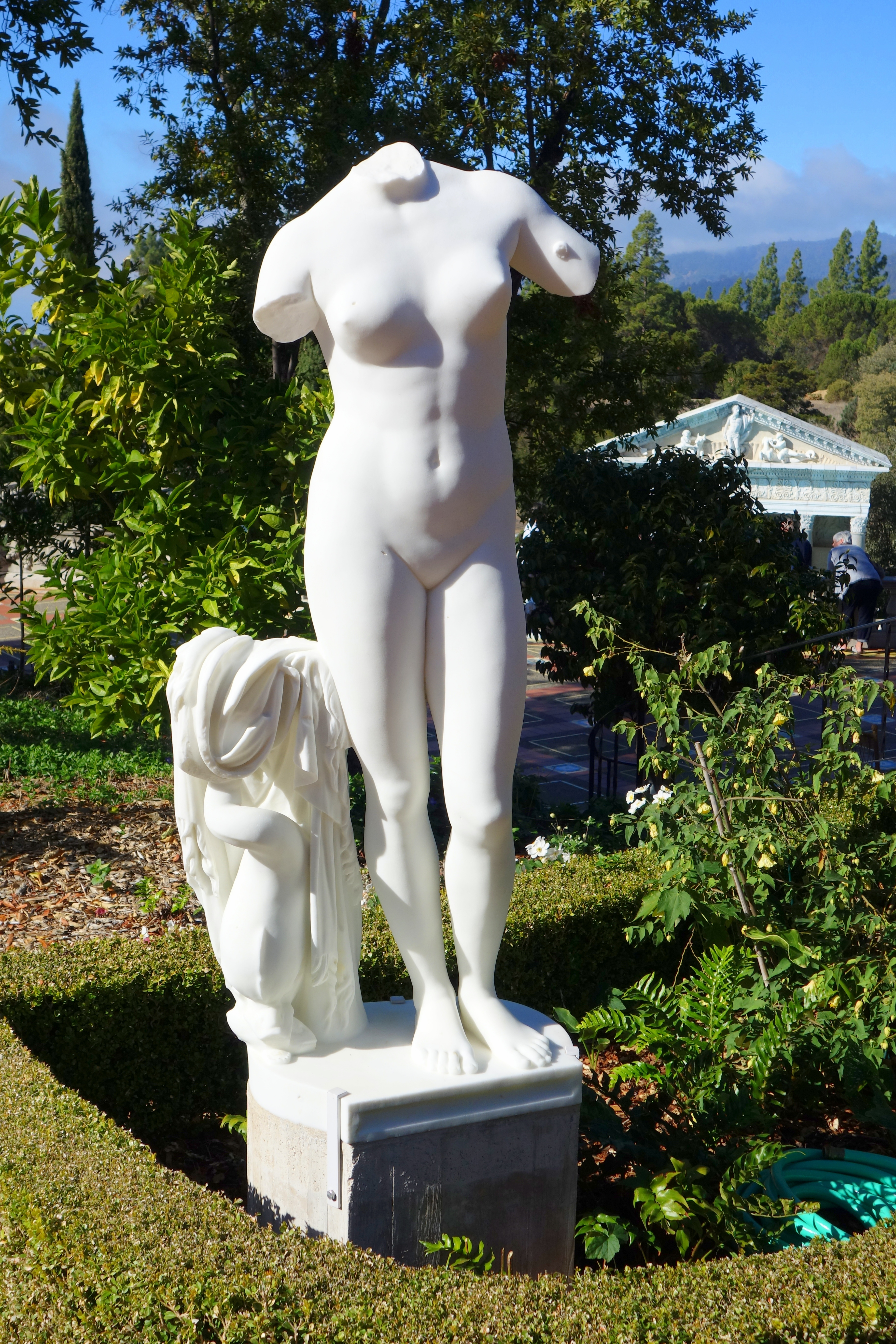
Copia della Venere di Cirene presso il castello Hearst.

Della statua sono stati realizzati diversi calchi e riproduzioni tra cui: un calco in gesso realizzato su richiesta del Ministro dell'educazione nazionale Giuseppe Bottai per il rettore dell'Università degli Studi di Napoli Federico II Giunio Salvi, che lo donò successivamente a Leonardo Dominici e che è conservato presso un'abitazione privata di Trevi. Un'altra copia è conservata presso il castello Hearst di San Simeon.

## Descrizione
La statua, in marmo greco, è acefala e senza braccia. Rappresenta una donna nuda, probabilmente Afrodite (o Venere) anadiomene, ovvero nascente dal mare, nell'atto di raccogliersi i capelli. Lo storico dell'arte Angelo Conti la descrisse come un esempio di Afrodite "casta" ma un'interpretazione successiva vi ha individuato un tentativo di rappresentare tutte le qualità femminile necessarie all'interno di un conflitto combattuto per la gloria della patria.
Una descrizione della statua fu fornita dall'archeologo Salvatore Aurigemma: "pare uscita or ora dal mare ed è raffigurata in atto di levare mollemente le braccia verso il capo, per strizzare l'acqua di cui sono impregnati i capelli. Con un moto della persona pieno di flessuosa eleganza, essa mette in tal modo in mostra la divina acerba nudità del suo corpo al quale il marmo pario e il tempo hanno dato un colore avorio d'un effetto sorprendente. La statua ci è giunta priva della testa e delle braccia; pure è tanta l'armoniosa rispondenza di ognuna delle parti del bellissimo corpo, e tale è la morbida grazia del petto dai seni ancora rigidi, del grembo verginale, delle gambe lievemente poggiate al suolo, che anche senza testa e senza braccia noi abbiamo la sensazione della pura perfetta bellezza. Il vestito ricco d'ombre su cui di fianco alla gamba destra della dea fa da sfondo un delfino, serve di sostegno alla statua e dà, per contrasto, una maggiore squisitezza alle linee del superbo corpo giovanile".